# Koiviston Auto
Koiviston Auto est une société de transport en commun par autobus en Finlande .

## Histoire
Koiviston Auto est fondée en 1928 dans la municipalité de Koivisto.
La société commence par assurer la liaison entre Koivisto et Viipuri en août 1928.
En 1939, l'entreprise disposait de neuf bus. Pendant la guerre d'Hiver, la flotte subit d'importants dégâts. L'entreprise s'est installée à Lahti en 1940 et, entre les guerres de 1940 et 1941, elle opérait entre Rovaniemi et Petsamo avec trois véhicules. 
En 1942, Koiviston Auto, retourne, à Koivisto, mais à l'été 1944, le déménagement définitif à Lahti eut lieu. En 1946, le garage et le bâtiment de bureaux de l'entreprise à Lahti sont achevés. En 1956, le fondateur de l'entreprise, Toivo Tommola, décède.
Après la guerre de continuation, Koivisto est cédé à l'URSS.
Basée maintenant à Lahti, la société a un chiffre d'affaires de 120 millions d'euros en 2012 pour 1496 employés.
Koiviston Auto est une entreprise familiale, ses propriétaires sont les petits-enfants du cofondateur Toivo Tommola.
En octobre 2015, Koiviston Auto achète Helsingin Bussiliikenne,.
En octobre 2018, Koiviston Auto achète Onnibus. 
En 2018, avec un chiffre d'affaires de 199 millions d'euros, 2 100 employés et près de 1 000 bus, Koiviston Auto est la plus importante entreprise de transport en bus en Finlande.

## Lignes
| Ligne  | Parcours                                               | Opérateur                                 |
| ------ | ------------------------------------------------------ | ----------------------------------------- |
| C1     | Helsinki – Turku – Naantali                            | Onnibus.com                               |
| C2     | Helsinki – Forssa – Pori – Vaasa                       | Onnibus.com                               |
| C3     | Helsinki – Hämeenlinna – Tampere – Vaasa               | Onnibus.com                               |
| C4     | Helsinki – Jyväskylä – Oulu                            | Onnibus.com                               |
| C5     | Helsinki – Mikkeli – Kuopio                            | Onnibus.com                               |
| C6     | Helsinki – Kouvola – Lappeenranta – Joensuu            | Onnibus.com                               |
| C7     | Helsinki – Kotka                                       | Onnibus.com                               |
| C8     | Helsinki – Turku – Pori – Vaasa – Kokkola – Oulu       | Onnibus.com                               |
| C9     | Turku – Tampere – Jyväskylä – Kuopio – Kajaani         | Onnibus.com                               |
| C11    | Tampere – Pori – Turku – Helsinki                      | Onnibus.com                               |
| C12    | Tampere – Lahti – Kouvola – Lappeenranta               | Onnibus.com/Liikenne Vuorela Oy           |
| C13    | Kokkola – Jyväskylä – Helsinki                         | Onnibus.com                               |
| C14    | Savonlinna – Mikkeli – Helsinki                        | Onnibus.com                               |
| C16    | Helsinki – Kotka (Karhula)                             | Onnibus.com                               |
| F10    | FLEX: Lahti – Hämeenlinna – Forssa – Turku             | Koiviston Auto                            |
| F20    | FLEX: Helsinki – Forssa – Huittinen – Pori             | Satakunnan Liikenne                       |
| F21    | FLEX: Turku – Yläne – Säkylä – Eura – Pori             | Satakunnan Liikenne                       |
| F22    | FLEX: Rauma – Huittinen                                | Satakunnan Liikenne                       |
| F24    | FLEX: Helsinki – Lahti – Padasjoki – Jämsä – Jyväskylä | Koiviston Auto                            |
| F25    | FLEX: Turku – Huittinen                                | Satakunnan Liikenne                       |
| F28    | FLEX: Turku – Rauma – Pori/Vaasa                       | Satakunnan Liikenne                       |
| F40    | FLEX: Helsinki – Lahti – Joutsa – Jyväskylä – Oulu     | Koiviston Auto/Koskilinjat (Gold Line)    |
| F41    | FLEX: Oulu – Kemi – Rovaniemi                          | Koiviston Auto/Koskilinjat (Gold Line)    |
| F42    | FLEX: Rovaniemi – Ivalo                                | Koiviston Auto/Koskilinjat (Gold Line)    |
| F43    | FLEX: Rovaniemi – Enontekiö – Kilpisjärvi              | Koskilinjat (Gold Line)                   |
| F44    | FLEX: Sysmä – Vääksy – Lahti – Mäntsälä – Helsinki     | Koiviston Auto                            |
| F45    | FLEX: Jyväskylä – Suonenjoki – Kuopio                  | Kuopion Liikenne                          |
| F50    | FLEX: Helsinki – Lahti – Kuopio – Oulu                 | Kuopion Liikenne                          |
| F54    | FLEX: Kuopio – Oulu                                    | Kuopion Liikenne/ Koskilinjat (Gold Line) |
| C4-SKI | Helsinki – Jyväskylä – Oulu – Ylläs – Levi             | Onnibus.com                               |
| C5-SKI | Helsinki – Mikkeli – Kuopio – Kuusamo – Ruka           | Onnibus.com                               |
| Source |                                                        |                                           |

## Filiales
Les filiales du groupe Koiviston Auto sont,:
1. Helsingin Bussiliikenne, Helsinki[5]
2. Jyväskylän Liikenne, Jyväskylä
3. Koiviston Auto / Lahden Liikenne, Lahti
4. Koskilinjat[12], Oulu et Rovaniemi
5. Kuopion Liikenne, Kuopio et Varkaus
6. Porvoon Liikenne, Porvoo
7. Satakunnan Liikenne, Rauma et Pori
8. Onnibus[7].
9. Kabus, services de maintenance.

### Anciennes filiales
- Lauttakylän Auto, Huittinen
- Oy Liikenne Ab, Helsinki et Vantaa
- Lähilinjat, Kerava
- Turun linja-auto, Turku

### Sociétés partenaires
- Viljasen Liikenne Oy, Lahti
- Lahden Liikenne Oy, Lahti
- V. Peltonen Oy, Lahti
- Tuovisen Liikenne Oy, Lahti
- Toivo Putula / Pulkkilanharjun Liikenne Oy, Asikkala
- Savon Matka Oy, Rautalampi
- Sukulan Linja Oy, Mäntsälä
- T.Makkonen Oy, Iisalmi
- Tourusen Linjat Oy, Äänekoski
- Pulkkisen Liikenne, Orimattila
- Linjaliike Rajala Oy, Mäntsälä
- Lähilinjat Oy, Kerava
- Oy Liikenne Ab, Vantaa
- Vesman Liikenne, Turku
- Sipoon Linja Oy, Sipoo
- Lauttakylän Auto Oy, Huittinen
- Turun Linja-Auto, Turku
- A.Mörö Oy, Oulu
- Artturi Anttila Oy, Kankaanpää
- Linjaliike P.Koivisto Oy, Nuutajärvi
- Pauli Ketonen Ky, Nakkila
- Y.Förbom Oy, Turku,